# Forcados
Forcados je rečni kanal delte reke Niger v južni Nigeriji, ki je dolg okoli 198 km. 
Kanal predstavlja pomembno vodno pot za manjša plovila.